# 逐次線形計画法
逐次線形計画法（ちくじせんけいけいかくほう、英: Successive Linear Programming, Sequential Linear Programming、略称：SLP）とは非線形計画問題に対して線形計画問題に近似して解く反復的解法である。準ニュートン法に類似しているが異なる解法である。
逐次線形計画法は最適解の推定値から開始し、テイラー展開によって一次近似（すなわち線形化）を行った問題を逐次解くことを繰り返している。線形化によって問題は線形計画問題となり、効率的に解くことができる。しかし線形化による問題には収束性が保証されないため、収束を保証するためには信頼領域法などの解法を適用する必要がある。
逐次線形計画法は1970年代から石油化学産業で広く使用されてきた。しかし、その後逐次線形計画法の代わりに逐次二次計画法が使用されるようになった。二次計画の子問題を解くのにかかる計算時間は線形計画の子問題よりも長いことがほとんどであるが、収束性が良さから近似の反復回数は減少するため、結果として総計算時間が逐次二次計画法の方が短いことが多い。